# Lafeta
Lafeta (njem. Lafette od franc. l’affût) postolje je topničkog oružja (topa, haubice, merzera i sl.). Služi za osiguravanje stabilnosti oružja pri gađanju i za prijevoz. Prve su se lafete kretale zajedno s topovskom cijevi pa su se tako postupno počele izrađivati lafete kod kojih se cijev prilikom pucnja kreće neovisno o lafeti.